# Gianmarco Pozzoli
Gianmarco Pozzoli (* 24. Oktober 1971 in Mailand) ist ein italienischer Schauspieler, Komiker und Illustrator.
Pozzoli begann seine Karriere als Komikerduo Sagapò gemeinsam mit Gianluca De Angelis in den 1990er Jahren. 2010 kam Marta Zoboli hinzu. Daneben arbeitete er als Schauspieler. 1999 gab er sein Filmdebüt in Tutti gli uomini del deficiente. Daneben ist er als Maler, Illustrator und Karikaturist tätig.
2013 begann er eine Beziehung mit der Schauspielerin Alice Mangione. Die beiden heirateten am 11. Mai 2019 in Innichen in einer freien Trauung und am 18. Mai 2019 in Mailand mit einer standesamtlichen Trauung. Das Paar hat zwei Kinder.

## Filmographie (Auswahl)
- 1990: Paperissima Sprint
- 1999: Tutti gli uomini del deficiente
- 2008: Quelli che… il calcio
- 2012: Benvenuti al nord
- 2013: Mi rifaccio vivo
- 2012–2013: Talent High School – Il sogno di Sofia
- 2011–2021: Die Bergpolizei – Ganz nah am Himmel
- 2022: LOL: Last One Laughing italienische Version